# Radziemice
Radziemice is een dorp in het Poolse woiwodschap Klein-Polen, in het district Proszowicki. De plaats maakt deel uit van de gemeente Radziemice.